# One Shot 1993
One Shot 1993 è un album della collana One Shot dalla Universal Music contenente una selezione delle principali hit musicali del 1993.

## One Shot 1993 (CD 1)
| Traccia | Artista                                | Titolo                        | Durata |
| ------- | -------------------------------------- | ----------------------------- | ------ |
| 1       | Haddaway                               | What Is Love                  | 4.28   |
| 2       | US3 feat. Rahsaan and Gerard Presencer | Cantaloop (Flip Fantasia)     | 4.36   |
| 3       | Sheryl Crow                            | Run, Baby, Run                | 4.53   |
| 4       | Charles & Eddie                        | Would I Lie To You?           | 3.41   |
| 5       | Apache Indian                          | Boom Shack-A-Lak              | 4.31   |
| 6       | Fargetta & A.M. Smith                  | Music                         | 4.04   |
| 7       | East 17                                | It's Alright                  | 4.40   |
| 8       | U.S.U.R.A.                             | Open Your Mind                | 3.39   |
| 9       | Duran Duran                            | Ordinary World                | 4.40   |
| 10      | Incognito                              | Still A Friend Of Mine        | 5.35   |
| 11      | Freak Power                            | Turn On, Tune In, Cop Out     | 4.24   |
| 12      | Gabrielle                              | Dreams                        | 3.44   |
| 13      | SWV                                    | Right Here/Human Nature Remix | 3.45   |
| 14      | The Beloved                            | Sweet Harmony                 | 5.04   |
| 15      | Stakka Bo                              | Here We Go                    | 3.58   |
| 16      | Zhané                                  | Hey Mr. D.J.                  | 4.11   |
| 17      | Chaka Demus & Pliers                   | Tease Me                      | 4.04   |
| 18      | Dina Carroll                           | Don't Be a Stranger           | 4.21   |

## One Shot 1993 (CD 2)
| Traccia | Artista                              | Titolo                        | Durata |
| ------- | ------------------------------------ | ----------------------------- | ------ |
| 1       | Ace of Base                          | All That She Wants            | 3.30   |
| 2       | Snow                                 | Informer                      | 4.28   |
| 3       | Robin S                              | Show Me Love                  | 4.12   |
| 4       | Bryan Adams                          | Please Forgive Me             | 5.56   |
| 5       | Shabba Ranks feat. Chevelle Franklyn | Mr. Loverman                  | 5.39   |
| 6       | The Cranberries                      | Linger                        | 4.34   |
| 7       | Joy Salinas                          | Bip Bip                       | 4.36   |
| 8       | Cappella                             | U Got 2 Let The Music         | 3.37   |
| 9       | Arrested Development                 | Mr. Wendal                    | 4.08   |
| 10      | New Order                            | Regret                        | 4.08   |
| 11      | Jimmy Cliff                          | I Can See Clearly Now         | 3.11   |
| 12      | Mica Paris                           | I Never Felt Like This Before | 4.10   |
| 13      | Jodeci                               | Lately                        | 4.22   |
| 14      | Leila K                              | Open Sesame                   | 3.28   |
| 15      | Ramirez                              | El Gallinero                  | 4.46   |
| 16      | Soul Asylum                          | Runaway Train                 | 4.26   |
| 17      | Texas                                | So Called Friend              | 3.42   |
| 18      | Vertical Hold                        | Seems You're Much Too Busy    | 4.40   |